# Bree O’Mara
Bridgid „Bree“ O’Mara (* 4. Juli 1968 in Durban; † 12. Mai 2010 in Tripolis) war eine irisch-südafrikanische Schriftstellerin, Balletttänzerin, TV-Producer und Flugbegleiterin, die beim Absturz des Afriqiyah-Airways-Fluges 771 ums Leben kam.

## Leben
O’Mara wurde in Durban als Tochter irischer Eltern geboren und besaß einen irischen Pass. Ihr Onkel war der Söldner und Buchautor Mike Hoare.
O’Mara besuchte in den frühen 1980er Jahren die Maris Stella School. Nachdem O’Mara als Balletttänzerin begonnen hatte, wurde sie Flugbegleiterin bei der Gulf Air und danach Video-Producer in den Golfstaaten. Nachdem sie durch Kanada und die USA, wo sie kurze Zeit in Elkins (West Virginia) ansässig war, gereist war, wohnte sie in den 1990er Jahren in London. In den frühen 2000er Jahren lebte sie in Northamptonshire. Im Jahr 2003 arbeitete sie als Freiwillige für die Hilfsorganisation Mondo Challenge in Tansania. 2005 kehrte sie zu ihrem Elternhaus in Südafrika zurück, wobei sie auf dem Flug ihren zukünftigen Ehemann, den Koch Christopher Leach, kennen lernte.
Zuletzt lebte sie mit ihrem Mann am Ufer des Hartbeespoort-Stausees in der Provinz Nordwest. Sie hatte ihren zweiten Roman Nigel Watson, Superhero geschrieben, der bei einem Londoner Verlagshaus erscheinen sollte.
O’Mara starb in Tripolis auf der Reise nach London, wo sie mit ihren Verlegern über die Veröffentlichung ihres zweiten Romans sprechen wollte. Sie musste zuvor einen Auftritt an der London Book Fair absagen, nachdem die Flüge nach England auf Grund des Eyjafjallajökull-Ausbruchs gestrichen worden waren.

## Werke
- Home Affairs. 30°South Publishers, Johannesburg 2007. (Roman, Gewinner des Citizen Book Prize)[8]
- Nigel Watson, Superhero. (Roman, geplant für 2010, aber nicht erschienen)[6][9]